# Erdenečimegín Gereltujá
Erdenečimegín Gereltujá nebo Gereltujá Erdenečimegová (* 7. ledna 1982) je bývalá mongolská zápasnice – sambistka a judistka.

## Sportovní kariéra
Do mongolské samistické a judistické reprezentace byl vybrána koncem devadesátých let dvacátého století. V sambu je několikanásobnou medailistkou z mistrovství světa. V judu se v celosvětové konkurenci výrazně neprosadila. Na olympijské hry v roce 2000 a 2004 se nekvalifikovala. Sportovní kariéru ukončila v roce 2008.

## Výsledky

### Judo
| Turnaj            | 1998            | 1999            | 2000            | 2001            | 2002            | 2003            | 2004            | 2005            | 2006            |
| Turnaj            | 16              | 17              | 18              | 19              | 20              | 21              | 22              | 23              | 24              |
| Turnaj            | superlehká váha | superlehká váha | superlehká váha | superlehká váha | superlehká váha | superlehká váha | superlehká váha | superlehká váha | superlehká váha |
| ----------------- | --------------- | --------------- | --------------- | --------------- | --------------- | --------------- | --------------- | --------------- | --------------- |
| Olympijské hry    |                 |                 | —               |                 |                 |                 | —               |                 |                 |
| Mistrovství světa |                 | úč.             |                 | úč.             |                 | úč.             |                 | 7.              |                 |
| Asijské hry       | ?               |                 |                 |                 | 5.              |                 |                 |                 | 5.              |
| Mistrovství Asie  |                 | 5.              | 5.              | 3.              |                 | 7.              | 5.              | 7.              |                 |

### Sambo
| Turnaj            | 1998 | 1999 | 2000 | 2001 | 2002 | 2003 | 2004 | 2005 | 2006 |
| Turnaj            | 16   | 17   | 18   | 19   | 20   | 21   | 22   | 23   | 24   |
| Turnaj            | -48  | -48  | -48  | -48  | -48  | -48  | -48  | -48  | -48  |
| ----------------- | ---- | ---- | ---- | ---- | ---- | ---- | ---- | ---- | ---- |
| Mistrovství světa | 2.   | 2.   | 3.   | 5.   | 3.   | úč.  | 2.   | 3.   | 3.   |